# Poznański Chór Kameralny
Poznański Chór Kameralny – chór kameralny, który powstał w styczniu 2005 roku pod nazwą Poznański Chór Kameralny Arte Domino. Początkowo zespół został utworzony, aby towarzyszyć uroczystościom przekazania przez Jana Pawła II obrazu Matki Boskiej Sedes Sapientiae polskim środowiskom akademickim. Od początku istnienia chóru jego dyrygentem i kierownikiem artystycznym jest Bartosz Michałowski – wieloletni asystent prof. Stefana Stuligrosza – twórcy Chóru Chłopięcego i Męskiego Filharmonii Poznańskiej Poznańskie Słowiki.

## Charakterystyka
Poznański Chór Kameralny łączy w sobie tradycje polskiej chóralistyki oraz pełne pasji, otwarte podejście do sztuki. Zespół od wielu lat zdobywa uznanie publiczności w kraju i za granicą. Od 2007 roku Poznański Chór Kameralny regularnie współpracuje z Filharmonią Poznańską i realizuje projekty a cappella oraz ze stowarzyszeniem Orkiestry Filharmonii Poznańskiej. W repertuarze zespołu dominuje muzyka współczesnych kompozytorów polskich (Łukaszewski, Jasiński, Penderecki, Górecki, Kilar, Bembinow) i zagranicznych (Lauridsen, Nystedt, Whitacre, Part). Śpiewacy wykonują także kompozycje renesansowe i romantyczne oraz dzieła wokalno-instrumentalne różnych epok.

## Historia i osiągnięcia
- 2006 – Międzynarodowy Festiwal Muzyki Chóralnej im. Feliksa Nowowiejskiego w Barczewie GRAND PRIX
- 2007 – III Ogólnopolski Konkurs Pieśni Pasyjnej w Bydgoszczy GRAND PRIX
- 2010 – V Konkurs Kolęd i Pastorałek w Chełmnie GRAND PRIX
- 2010 – I Miejsce i Nagroda Publiczności podczas Międzynarodowego Festiwalu Chóralnego w Neuchatel (Szwajcaria)
- 2010 – Schleswig-Holstein Musik Festival 2010
- 2011 – festiwal Musica Sacromontana z orkiestrą Czech Virtuosi
- 2012 – wydanie płyty z udziałem zespołu Dżem
- 2012 – 270. rocznica prawykonania oratorium Mesjasz G.F. Händla – dublińska wersja arcydzieła z udziałem Irish Baroque Orchestra z Dublina
- 2012 – festiwal Poznańska Wiosna Muzyczna
- 2012 – Transatlantyk Festival
- 2013 – światowe obchody 70. urodzin Mortena Lauridsena – Lux Aeterna na chór i orkiestrę
- 2013 – festiwal Nostalgia, Transatlantyk i Musica Sacromontana
- 2013 – przyjęcie funkcji oficjalnego zespołu Ogólnopolskiego Konkursu Kompozytorskiego Opus 966
- 2014 – festiwal Transatlantyk
- 2014 – festiwal Musica Sacromontana[2]

## Nagrane płyty
- 2006 – album z muzyką Feliksa Nowowiejskiego zawierający prawykonanie ośmiogłosowego Ave Maria (2006)
- 2007 – światowa prapremiera kompozycji Jana Kantego Pawluśkiewicza „Radość Miłosierdzia”
- 2009 – kompozycja Jacka Sykulskiego „Wolności dla nas idzie czas”
- 2009 – autorska płyta „Anima aetheris”
- 2010 – „Pieśni Kurpiowskie” Karola Szymanowskiego w oryginale i wersji jazzowej
- 2011 – „Requiem G. Faure” oraz „Deutsche Messe” Ulricha Harbecke
- 2012 – „Missa solemnis in B” Johaness Baptista Lohr
- 2013 – „Oratorium o śmierci” św. Filipa Neri Pasquale Anfossiego
- 2013 – płyta Blue-ray nagrana z zespołem Dżem i orkiestrą Le Quattro Stagionii